# Burgstall Chamerau
Der Burgstall Chamerau, auch Burg Kamerau genannt, ist eine abgegangene Höhenburg auf einem 383 m ü. NN hohen Spornhügel nahe dem rechten Talgrund des Regens in der Gemeinde Chamerau im Landkreis Cham in Bayern. Die Anlage wird als Bodendenkmal unter der Aktennummer D-3-6842-0014 im Bayernatlas als „mittelalterlicher Burgstall“ geführt. 

## Geschichte
Die Burg wurde im 12. Jahrhundert von den Herren von Chamerau als Stammsitz vermutlich zum Schutz eines alten Verkehrsweges von Cham nach Kötzting erbaut und 1180 mit einem Puchard de Chamerave urkundlich erwähnt. Die Chamerauer verlegten schon früh ihren Sitz auf den nahen strategisch günstigeren Haidstein (siehe Burgstall Haidstein) und ließen Chamerau durch Pfleger verwalten.
Nachdem 1452 Peter der Chamerauer gestorben war, kam die Burg durch Heirat 1474 an den Ritter Hans Türlinger, der sie 1495 an Herzog Albrecht IV. verkaufte und verfiel nach 1500.
Im Jahre 1811 kaufte der Schreiner Wolfgang Neumeier von Chamerau die Ruine vom bayerischen Staat um den Preis von 25 Gulden und 1817 fand man beim Wegräumen der damals noch kirchturmhoch stehenden Mauern viele Pfeile und einen goldenen Ring. Von der ehemaligen Burganlage ist heute nur noch ein Grabenrest und ein Mauerstück der Ringmauer erhalten. Der Burgstall ist heute ein Bodendenkmal.